# Костянтина
Свята Костянтина — римська матрона.

## Біографія
Народилася у 315 році в Римі в імператорській сім'ї. Дочка Костянтина I, римського імператора та Фавсти. Сестра Констанція II, Костянтина II, Константа та Олени Молодшої.  
В шлюбі була двічі. Спершу її чоловіком став Ганнібаліан Молодший, цар царів Понту. Після його вбивства одружилася з Констанцієм Галлом, молодшим римським імператором (цезарем) у 351—354 роках. У шлюбі народила доньку Анастасію. У 354 році другого чоловіка було страчено за наказом її брата Констанція II. У цьому ж році помирає і сама Костянтина. Причина її смерті невідома. Похована у Санті-Констанція. 

## Канонізація
Зарахована до лику святих. День Пам'яті — 18 лютого.